# Bleka greven
Bleka greven är en svensk dramakomedifilm från 1937 regisserad av Gösta Rodin. Det var en ljudfilm med komikerparet Fyrtornet och Släpvagnen som hade haft stora framgångar med lustspel inom stumflmen.

## Om filmen
Filmen premiärvisades 22 februari 1937 på biograf Palladium i Malmö. För att framställa billiga kopior av filmen sände man originalnegativen till Köpenhamn, danskarna (Lothar Starck) sände negativen vidare till Berlin som kunde göra ännu billigare kopior. Under en bombräd mot Berlin brann negativfilmen upp.

## Rollista i urval
- Carl Schenstrøm - Fyrtornet
- Harald Madsen - Släpvagnen
- Hilding Gavle - greve Rouglas Gyllenspjuth
- Anna Olin - grevinnan Evelina Gyllenspjuth
- Karin Albihn - Anne-Marie Andersson, hennes dotter
- Gösta Gustafson - Larsson, hästtränare
- Aina Rosén - Betty, hans dotter
- Magnus Kesster - Göran, Rouglas' kusin
- Torsten Bergström - advokat
- Emil Fjellström - Olsson, betjänt

## Musik i filmen
- Att bygga små luftslott i himmelens höjd, kompositör Gunnar Malmström, text Erik Fridén
- Varje Kvinna har små svaga stunder, kompositör Willy Rühl, text  Roland